# Ernst Hellmut Vits
Ernst Hellmut Vits (* 19. September 1903 in Barmen; † 23. Januar 1970 in Wuppertal) war ein deutscher Unternehmer und Wirtschaftsjurist.

## Herkunft, Familie, Studium und Berufseinstieg
Ernst Hellmut Vits war ein Sohn des Generalsuperintendenten der Neumark und Niederlausitz Ernst August Vits und dessen Ehefrau Julie, geborene Schaefer. Er hatte drei Schwestern und zwei Brüder. Seine Familie zog 1912 von Düsseldorf nach Berlin. Nach dem 1922 am Berliner Königlichen Wilhelms-Gymnasium abgelegten Abitur absolvierte er eine Ausbildung zum Kaufmannsgehilfen in einer Berliner Metallwarenfabrik. Zeitgleich studierte er Rechts- und Staatswissenschaft an der Universität Berlin und ab 1924 an der Universität Münster. Er legte 1925 die erste juristische Staatsprüfung ab und wurde während seines Rechtsrefendariates 1926 zum Dr. jur. promoviert. Das Gerichtsassessorexamen bestand er im März 1929 beim Preußischen Justizministerium. Anfang April 1929 trat als Justiziar in die Deutsche Revisions- und Treuhand AG ein, einer Wirtschaftsprüfungsgesellschaft. Dort wurde er bald darauf Vorstandsmitglied.
Vits war in erster Ehe seit 1929 mit Eleonore, geborene Müller, verheiratet. Nach der Scheidung heiratete er Ingrid, geborene Molchin. Er war Vater dreier Kinder.

## Zeit des Nationalsozialismus
Zur Zeit des Nationalsozialismus war er Wehrwirtschaftsführer und gehörte dem Wehrwirtschaftsrat an. Laut dem Historiker Klaus-Dietmar Henke war er Mitglied der NSDAP. Er gehörte 1937 zu den Begründern der Reichswerke AG für Erzbergbau und Eisenhütten „Hermann Göring“ in Salzgitter. Er wechselte 1939 von der Deutsche Revisions- und Treuhand AG zur Vereinigte Glanzstoff-Fabriken AG über, wo er im April 1940 Vorstandsvorsitzender und Generaldirektor wurde. Vits erkannte die Möglichkeiten von synthetischen Fasern und bemühte sich zunächst darum, mit dem Unternehmen die „Führungsrolle in der deutschen Kunstseiden-Industrie zu erhalten“. Des Weiteren übernahm er das Amt des Präsidenten der Reichsvereinigung Chemische Fasern. Gemeinsam mit dem Professor für Volkswirtschaft Alfred Müller-Armack begründete er am 23. Oktober 1941 in Münster die Forschungsstelle für allgemeine und textile Marktwirtschaft. Sein Schwager war der evangelische Geistliche und NS-Gegner Heinrich Grüber, dessen Hilfsmaßnahmen für rassisch verfolgte evangelische Christen durch das Büro Grüber Vits finanziell unterstützte.  Nach Grübers Verhaftung wurde dieser später infolge internationaler Bemühungen und Vits mehrfacher Intervention 1943 aus dem Konzentrationslager entlassen.

## Nachkriegszeit

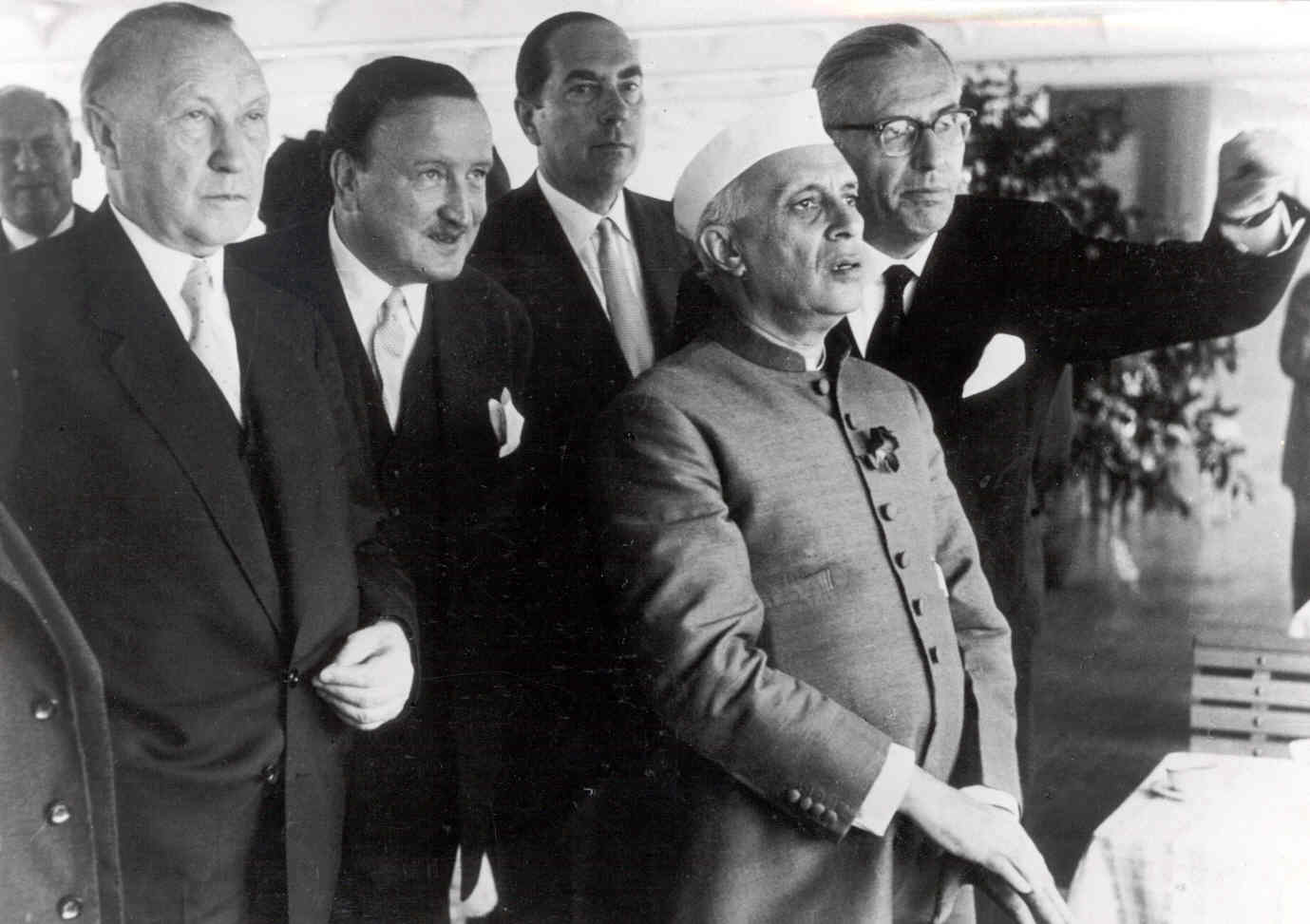
Vits (3.v.l.) mit Adenauer und Abs beim Staatsbesuch Nehrus 1956

Nach dem Ende des Zweiten Weltkrieges verlegte er seinen Dienstsitz von Berlin nach Wuppertal, zwischenzeitlich hatte er sich in Coburg aufgehalten.  Er wurde von der britischen Militäradministration im Juni 1945 zum Treuhänder der Vereinigten Glanzstoff-Fabriken sowie der Kunstseiden-Aktiengesellschaft bestellt und konnte die Zerschlagung des Gesamtunternehmens verhindern. Im Januar 1947 wurde er zum Finanzberater der Combined Coal Group. In dieser Funktion war er im Rahmen der Neuordnung des deutschen Kohlenbergbaus beratend für die Combined Coal Group tätig. Er bereitete die Überführung der Kohlewirtschaft in eine deutsche Treuhandverwaltung vor und schloss diese Tätigkeit 1949 ab. Während der Nürnberger Prozesse wurde er am 11. Mai 1948 im Zuge des I.G.-Farben-Prozesses vernommen. In der Nachkriegszeit galt seine Hauptaufgabe dem Wiederaufbau der durch Kriegseinwirkung teils zerstörten Fabriken des Unternehmens.
Vits war Mitglied in folgenden Aufsichtsräten: Deutsche Revisions- und Treuhand AG Treuarbeit, Zellstofffabrik Waldhof, Deutsche Bank AG, Deutsche Erdöl AG, Gewerkschaft Sophia-Jacoba,
Rheinpreußen AG für Bergbau und Chemie und Hamburg-Amerika-Linie (HAPAG). Darüber hinaus gehörte er auch dem Aufsichtsrat der Firma Schwelmer Eisenwerk Müller & Co. an, dessen Vorsitz er ab 1946 einnahm. Bei der Kuag
Textil AG, der BARMAG Barmer Maschinenfabrik AG in Remscheid und der J. P. Bemberg AG war er ebenfalls Aufsichtsratsvorsitzender.
Nach 30-jähriger Tätigkeit als Vorstandsvorsitzender und Generaldirektor bei der Vereinigten Glanzstoff-Fabriken AG wurde er dort im Juli 1969 Aufsichtsratsvorsitzender. Kurz zuvor betrieb er den Zusammenschluss des von ihm geführten Unternehmens mit der niederländischen Algemene Kunstzijde Unie NV, der 1969 vollzogen wurde. Vits machte sich um den Aufbau der Synthesefaserproduktion verdient und das Unternehmen durch Produkte wie Perlon und Diolen international bekannt. Vits starb am 23. Januar 1970 an den Folgen einer Operation.

## Engagement

### Wissenschaftsförderung
Vits engagierte sich für die Wissenschaftsförderung und gehörte zahlreichen entsprechenden Gremien an. Er initiierte nach Kriegsende 1947 die Förderergesellschaft der Westfälischen Wilhelms-Universität, welche 1968 den Ernst-Hellmut-Vits-Preis stiftete. Von 1947 bis 1970 war er erster Vorsitzender dieser Gesellschaft. Von 1954 bis 1970 war er Vizepräsident der Deutschen Forschungsgemeinschaft (DFG). Er war von 1955 bis 1970 Vorsitzender des Stifterverbandes für die Deutsche Wissenschaft.  Er gehörte zu den ersten Mitgliedern des Wissenschaftlichen Beirats der 1959 gegründeten Fritz Thyssen Stiftung. Ab 1964 war er im Senat der Max-Planck-Gesellschaft.
Seine Kinder Hans-Joachim Vits, Gisela Vits und Eleonore Vits-Kinader riefen 1993 aus Anlass seines 90. Geburtstages zur Förderung der Wissenschaft und Forschung die Ernst-Hellmut-Vits-Stiftung ins Leben. Diese Stiftung ging aus dem 1970 geschaffenen Ernst-Hellmut-Vits-Fonds hervor.

### Förderung der Kultur und Soziales Engagement
Vits unterstützte das Mainfränkische Museum in Würzburg, das Römerhaus in Obernburg sowie das Stiftsmuseum der Stadt Aschaffenburg. Er war Pate einer Volksschule in Erlenbach am Main, die aufgrund seiner Spenden bis heute nach ihm benannt ist und in der Dr.-Vits-Straße steht. In Laudenbach war er 1954 gemeinsam mit seiner Ehefrau Spender der evangelischen Johannes-Kapelle.

## Ehrungen (Auswahl)
- Ehrenring der Stadt Wuppertal (1969)[27]
- Förderring des Stifterverbandes für die Deutsche Wissenschaft (1963)[28]
- Ehrensenator der Universität Münster[21] (1952)
- Ehrendoktorwürde (Dr. rer. pol. h. c.) der Universität Münster (1953)[15]
- Ehrensenator der Technischen Universität Berlin[29]
- Bronze-Plakette „Dem Förderer Deutscher Wissenschaft“[29]
- Ehrenbürger von Obernburg, Erlenbach und Laudenbach
- Großes Bundesverdienstkreuz (1953) mit Stern (1963)[28]
- Österreichisches Ehrenkreuz für Wissenschaft und Kunst I. Klasse (1962)[28]
- Bayerischer Verdienstorden (1969)[30]

## Schriften (Auswahl)
- Inwieweit sind nach heutigem Staatskirchenrecht die bürgerlichen Gemeinden bei der Besetzung kirchlicher Aemter beteiligt? : Unt. bes. Berücks. d. ev. Kirchen in Preußen, Berlin 1927 (zugleich Rechts- u. staatswissenschaftliche Dissertation, 1927)